# オーディオ・ビジュアル
オーディオ・ビジュアル（Audio/Visual）、略してAVとは、ビデオグラムなどその両方が揃って扱われるものなどに対して、音響と映像を総称する語または表現。視覚と聴覚をあわせて視聴覚（しちょうかく）ともいう。
基本的には広い概念だが、狭い意味でオーディオが強化された映像機器（高音質のテレビなど）、単に「視聴覚機器」、広くは音響機器・映像機器に関するそれを指す語として使われている。

## 歴史
1978年（昭和53年）、日本テレビがテレビ（アナログ地上波）放送で初のステレオ放送を開始した。そしてソニーが1983年（昭和58年）に初のHi-Fiビデオデッキを発売した。これにより家庭で、映像と音響のどちらも、ある程度の高い忠実度（Hi Fidelity）で扱えるようになり、「AV時代」の幕開けとなった。
レーザーディスクは音質・画質ともに優れ、またHi-Fiビデオにさきがけて1981年（昭和56年）には登場しているものの、家庭用VTRほどには一般家庭には普及しなかった（ただし、他方式がアライアンスを組む中で、開発元であるパイオニアの孤軍奮闘もあり、業務用カラオケとして広く普及を見た）。しかしながらその品質に加え、安定したコマ送り鑑賞が可能という著しい特長は一部の拘りを持つ層にも支持され、ある程度の普及があった。
1996年（平成8年）に登場したDVD-Videoは、音声においてドルビーデジタルを採用している。そのためそれと組み合わせるためのオーディオ機器も数多く登場し、かつてに比べればオーディオ・ビジュアルの普及が見られるようになった。
また、2000年代後半に登場したBlu-ray Discや、2010年代に登場したUltra HD Blu-rayのような大容量光ディスク規格により、HD画質や4K画質の映像を記録・再生できるようになっている。
再生機器と表示機器（テレビやプロジェクターなど）との接続・信号伝送方式は、かつてはコンポジット映像信号やS-Videoのようなアナログ信号伝送方式が主流だったが、HDMIのように損失が少なく高精細な映像および音声の伝送を可能にするデジタルマルチメディア信号伝送方式が登場し、主流となっている。古い再生機器やゲーム機器はアナログ出力にしか対応していないものも多いが、HDMI出力にA/D変換することで最新の表示機器と組み合わせて利用できるようにするコンバータ製品もある。